# Iglesia del Cordero de Dios
La Iglesia del Cordero de Dios es una secta cristiana polígama del Movimiento de los Santos de los Últimos Días fundada por Ervil LeBaron. Su hija, Jacqueline Tarsa LeBaron, fue capturada por el FBI en mayo de 2010. El hermano de Ervil, Joel LeBaron, fundó la Iglesia del Primogénito de la Plenitud de los Tiempos en 1956